# Agente Libertà
Agente Libertà, il cui vero nome è Benjamin Lockwood, è un personaggio immaginario della DC Comics. Apparve per la prima volta in Superman (seconda serie) n.60 (ottobre 1991). Per un breve periodo fu anche membro della Justice League of America durante la morte di Superman. Comparve infine nella sua testata personale in Agente Libertà Special n. 1 (1992).

## Biografia del personaggio
Il vero nome di Agente Libertà è Benjamin Lockwood. Lavorava per la CIA una volta, ma disgustato dai loro metodi e dalle missioni assegnatigli, si licenziò. In seguito divenne così distaccato dal governo federale nel suo complesso che è entrò a far parte del gruppo paramilitare chiamato Sons Of Liberty, che lo attrezzò con il costume e le armi che utilizzerà come Agente Libertà. All'inizio, utilizzò la scusa dell'Agente Libertà per aiutare i Sons of Liberty accusati di tentato rovesciamento del regime di governo corrente, che lo portò in conflitto con Superman; tuttavia, quando la leadership dei Sons of Liberty gli chiese di mettere in atto un assassinio per il politico Pete Ross, Lockwood si rifiutò, e lasciò la squadra per mettersi in proprio. Durante il suo lavoro nei Sons of Liberty, Agente Libertà fu anche d'aiuto alla Justice League durante una loro lotta contro Brainiac.
Lockwood aiutò a sciogliere la squadra dei Sons of Liberty inviando informazioni vitali al reporter Clark Kent.
Lockwood seppe che uno dei membri fondatori dei Sons of Liberty era il suo ex mentore della CIA, e ne divenne così disgustato che bruciò il suo costume, giurando di non assumere mai più l'identità dell'Agente Libertà.
Tuttavia, lo riprese più tardi. Durante lo scuotimento letterale della Terra durante Crisi infinita, Agente Libertà arrivò per aiutare una massa di eroi caduti e scomparsi. Dozzine di altri supereroi erano presenti.
Dozzine di eroi, Agente Libertà incluso, tentarono di difendere la città di Metropolis dall'invasione della Società segreta dei supercriminali. L'attaccò fu descritto in Crisi Infinita n. 6. Si vede Agente Libertà farsi strada verso un cyborg pesantemente armato. Alla fine, la Società Segreta perse la battaglia.
Agente Libertà fece la sua successiva comparsa in Superman (prima serie) n. 681 (dicembre 2008), venendo tirato fuori dal pensionamento per agire come membro per la sicurezza del Presidente quando incontrò Superman e gli altri kryptoniani arrivati da poco sulla Terra.
Fu apparentemente ucciso in Action Comics n. 873 quando Superwoman utilizzò la sua vista calorifica su di lui dopo averlo scoperto a spiare Sam Lane e Lex Luthor.

## Poteri e abilità
Il costume di Agente Libertà ha un equipaggiamento che gli permette di generare campi di forza d'energia capaci di fermare le pallottole, armi come lame retrattili, e un jetpack che gli permette di volare per brevi distanze. Agente Libertà è anche un abilissimo combattente nel corpo a corpo.